# 金魁星
《金魁星》為台灣日治時期的一部古典章回小說、擬話本，白玉簪著，為具指標性的通俗文學名作。曾先後兩次刊載於《台灣日日新報》及《三六九小報》等。2008年出版的《日治時期台灣小說彚編》叢書再次收錄。

## 連載過程
《金魁星》之連載首見於1908年3月6日的《台灣日日新報》2952號漢文欄第5頁，作者以署名「佩雁」發表。在《台灣日日新報》連載初期，期期刊登，晚期則不定期刊登，連載近300回，以一般小說的形式刊登，但並未刊完。1930年12月13日，《金魁星》再次於《三六九小報》重新連載近5年，共刊出9卷58回，卷卷以「欲知後事如何，請聽下回分解」結尾，但亦未刊完。

## 《三六九小報》章回

### 第一卷
- 第一回：〈一念感天徐善人有後，十齡獲雋曹孝子尋親〉（1930年12月13日）
- 第二回：〈白圭無玷姑惡囂聲，黑獄平反貪狼伏法〉（1931年1月3日）
- 第三回：〈斯文未墜運啟金魁星，我武維揚功收閩海寇〉（1931年1月26日）
- 第四回：〈朝辭丹陛徐亞相專征，夜犯青宮高閣臣遭謗〉（1931年2月13日）
- 第五回：〈威宣絕域諸將從龍，謀出深宮賢臣遭鴆〉（1931年2月28日）
- 第六回：〈十年不字曲譜離鸞，一脈存孤情場舐犢〉（1931年3月23日）
- 第七回：〈仙人贈劍徐公子埋名，烈女磨笄小丫鬟代嫁〉（1931年4月16日）
- 第八回：〈際會賢才聯登龍虎榜，好逑姻媾遙締鳳鸞儔〉（1931年5月3日）
- 第九回：〈金殿傳臚姓名標御筆，玉堂侍讀依附謝水山〉（1931年5月19日）

### 第二卷
- 第十回：〈張侍講應詔演皇圖，喬宰臣和戎徵采女〉（1931年6月3日）
- 第十一回：〈華堂作頌中鼎共銘勳，青塚餘悲琵琶重出塞〉（1931年6月19日）
- 第十二回：〈明大義繯帛諫叛王，墜奸謀劍書褒逆弟〉（1931年7月9日）
- 第十三回：〈恣奇巧宮中興土木，雪冤獄地下慰忠魂〉（1931年8月6日）
- 第十四回：〈帆裁宮錦仙仗遙臨，樓醉巫雲褒衣遇警〉（1931年8月26日）
- 第十五回：〈旗捲龍沙兵破咘喀答，珠還合浦詩證金魁星〉（1931年9月19日）
- 第十六回：〈香桃代李持節和親，玉樹索蘿辭婚守義〉（1931年10月13日）
- 第十七回：〈狼主憐才良緣種玉，孤姬避劫報德餽金〉（1931年11月3日）

### 第六卷
- 第四十一回：〈小王子省父入閩，左異人為友殺敵〉（1933年5月14日）
- 第四十二回：〈李提學扶柩回鄉，朱天使出洋遇險〉（1933年6月6日）
- 第四十三回：〈攬雄才重熙借將，創霸業張牽主盟〉（1933年7月9日）

### 第七卷
- 第四十四回：〈談軍機秦元帥接篆，受冊封南苗王築壇〉（1934年5月6日）
- 第四十五回：〈苕華種玉秦帥聯姻，銀海還丹呂仙醫目〉（1934年8月23日）
- 第四十六回：〈大力女隻手擒花豹，莽父王大略誤紅鸞〉（1934年9月26日）